# تپه مراد داشی
تپه مراد داشی مربوط به دوره تاریخی است و در شهرستان درگز، بخش مرکزی - دو کیلومتری شمال روستای قره‌قونیلو واقع شده و این اثر در تاریخ ۱۶ اسفند ۱۳۸۴ با شمارهٔ ثبت ۱۴۳۰۱ به‌عنوان یکی از آثار ملی ایران به ثبت رسیده‌است.